# Гюнтер Редер
Гюнтер Редер (нім. Günther Reeder; 2 листопада 1915, Берлін — 2003) — німецький офіцер-підводник, капітан-лейтенант крігсмаріне, контрадмірал бундесмаріне. Кавалер Німецького хреста в золоті.

## Біографія
5 квітня 1935 року вступив на флот. Після проходження курсу підводника з лютого 1939 по вересень 1940 року служив 1-м вахтовим офіцером на підводному човні U-58, на якому здійснив 11 походів (разом 181 день в морі). З жовтня 1940 по січень 1941 і з лютого по 29 березня 1941 року — командир U-7. В жовтні 1941 року був направлений на будівництво U-214 для вивчення його будови. З 1 листопада 1941 по 10 травня 1943 року — командир U-214, на якому здійснив 5 походів (разом 181 день в морі). З травня 1941 року служив в 9-й флотилії. З вересня 1943 по травень 1945 року — інструктор 9-го навчальної дивізії підводних човнів.
Всього за час бойових дій потопив 3 кораблі загальною водотоннажністю 18 266 тонн і пошкодив 1 корабель водотоннажністю 10 552 тонни.
| Дата           | Назва корабля                    | Тип                | Тоннаж | Вантаж                                                                                  | Екіпаж | Загинули | Країна             | Конвой |
| -------------- | -------------------------------- | ------------------ | ------ | --------------------------------------------------------------------------------------- | ------ | -------- | ------------------ | ------ |
| 18 серпня 1942 | Balingkar                        | Торговий пароплав  | 6,318  | Генеральні вантажі, включаючи каучук, чай, насіння, мідь і бавовну                      | 93     | 2        | Нідерланди         | SL-118 |
| 18 серпня 1942 | Hatarana                         | Торговий пароплав  | 7,522  | 8300 тонн генеральних вантажів                                                          | 108    | 0        | Британська імперія | SL-118 |
| 18 серпня 1942 | HMS Cheshire (F18) (пошкоджений) | Допоміжний крейсер | 10,552 |                                                                                         | ?      | 0        | Британська імперія | SL-118 |
| 30 грудня 1942 | Paderewski                       | Торговий теплохід  | 4,426  | 4100 тонн генеральних вантажів, включаючи гуму, горіхи, червоне дерево і нафту в бочках | 41     | 3        | Польща             |        |

## Звання
- Кандидат в офіцери (5 квітня 1935)
- Морський кадет (25 вересня 1935)
- Фенріх-цур-зее (1 липня 1936)
- Оберфенріх-цур-зее (1 січня 1938)
- Лейтенант-цур-зее (1 квітня 1938)
- Оберлейтенант-цур-зее (1 жовтня 1939)
- Капітан-лейтенант (1 червня 1942)

## Нагороди
- Медаль «За вислугу років у Вермахті» 4-го класу (4 роки)
- Залізний хрест 2-го і 1-го класу
- Нагрудний знак підводника
- Німецький хрест в золоті (29 червня 1943)
- Орден «За заслуги перед Федеративною Республікою Німеччина», командорський хрест (1971)